# Johan Joseph Aarts
Johan Joseph Aarts (18. srpna 1871 Haag – 19. října 1934 Amsterdam) byl nizozemský profesor, publicista, malíř, grafik a sochař.

## Život a dílo
Jan Aarts studoval na Akademii výtvarných umění v Haagu. Do roku 1911 působil v Haagu a v letech 1911 až 1934 v Amsterdamu.
Spolu se svým přítelem Janem Vijlbriefem patřil Aarts k avantgardní skupině, která se zabývala pointilismem. V tomto stylu Aarts vytvořil šest krajinomaleb v jemných barvách. Později se odvrátil od malířství ke grafice a v roce 1895 začal učit na akademii v Haagu.
Přibližně do roku 1900 Aarts vyráběl především dřevoryty. Poté začal uplatňovat i další grafické techniky. V jeho dílech se objevují vyobrazení zemědělských dělníků a později i tuláků, žebráků a invalidů. Ve 20. a 30. letech 20. století často pracoval s motivem apokalypsy.
Aarts často psal do haagských novin Het Vaderland; byl učitelem na Akademii výtvarných umění v Haagu, poté profesorem na Rijksakademii v Amsterdamu jako nástupce Pietera Duponta; také tvořil sochy jako předběžné studie ke své grafické tvorbě. Přispěl k popularizaci různých grafických technik v Nizozemsku. Maloval portréty, zvířata a krajiny, včetně měst a dun.
Aartsova díla jsou vystavena například v Rijksmuseu či v Kröller-Müller Museum v Otterlo.

## Johan Aarts jako učitel
Mezi žáky Johana Aartse patřili například Johan Dijkstra, Julie de Graagová, Sem Hartz, Hubert Levigne, Jan Rot a Elie Smalhout.

## Galerie

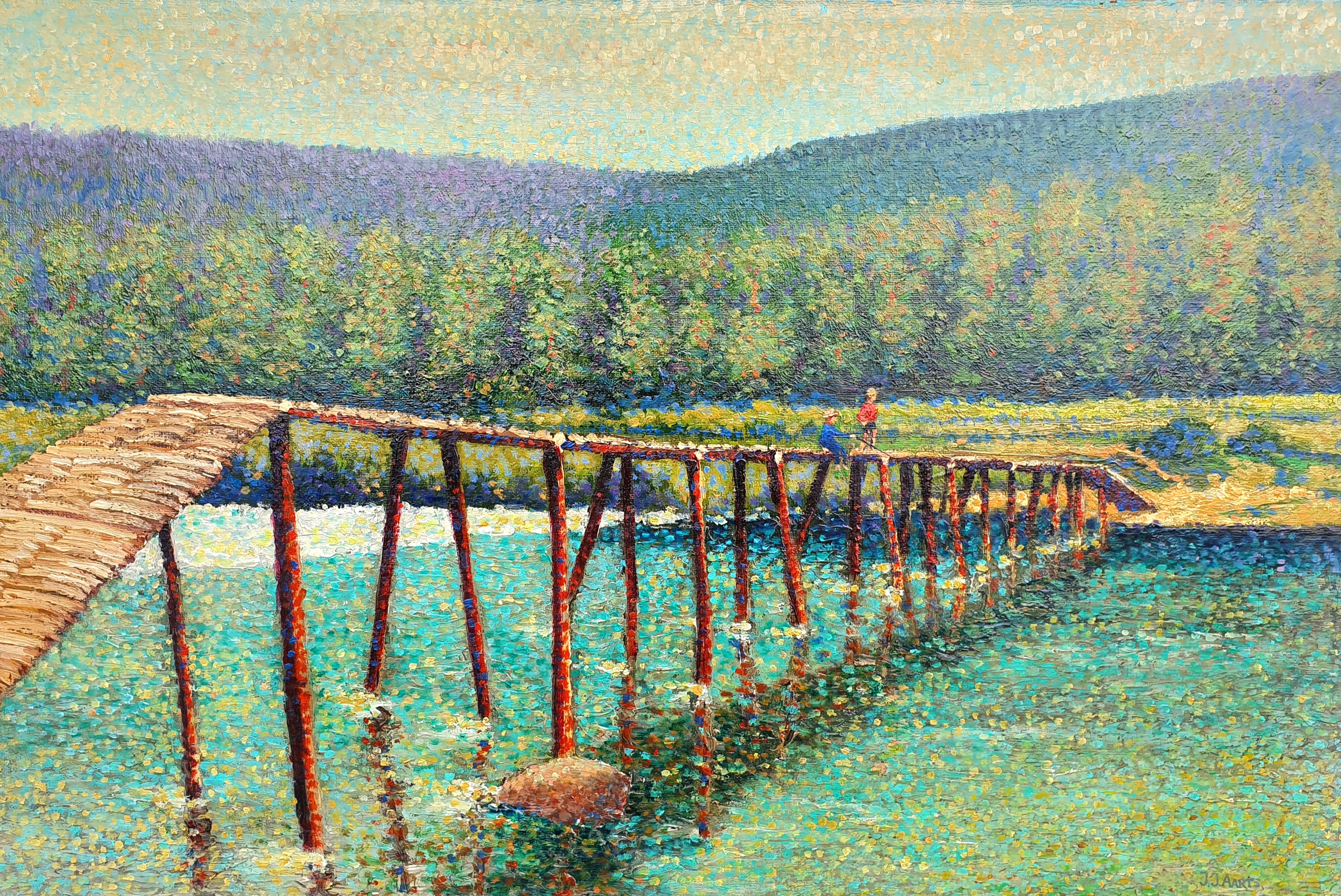
Pointilistická krajina
Muž brodící se vodou s kostlivcem na zádech
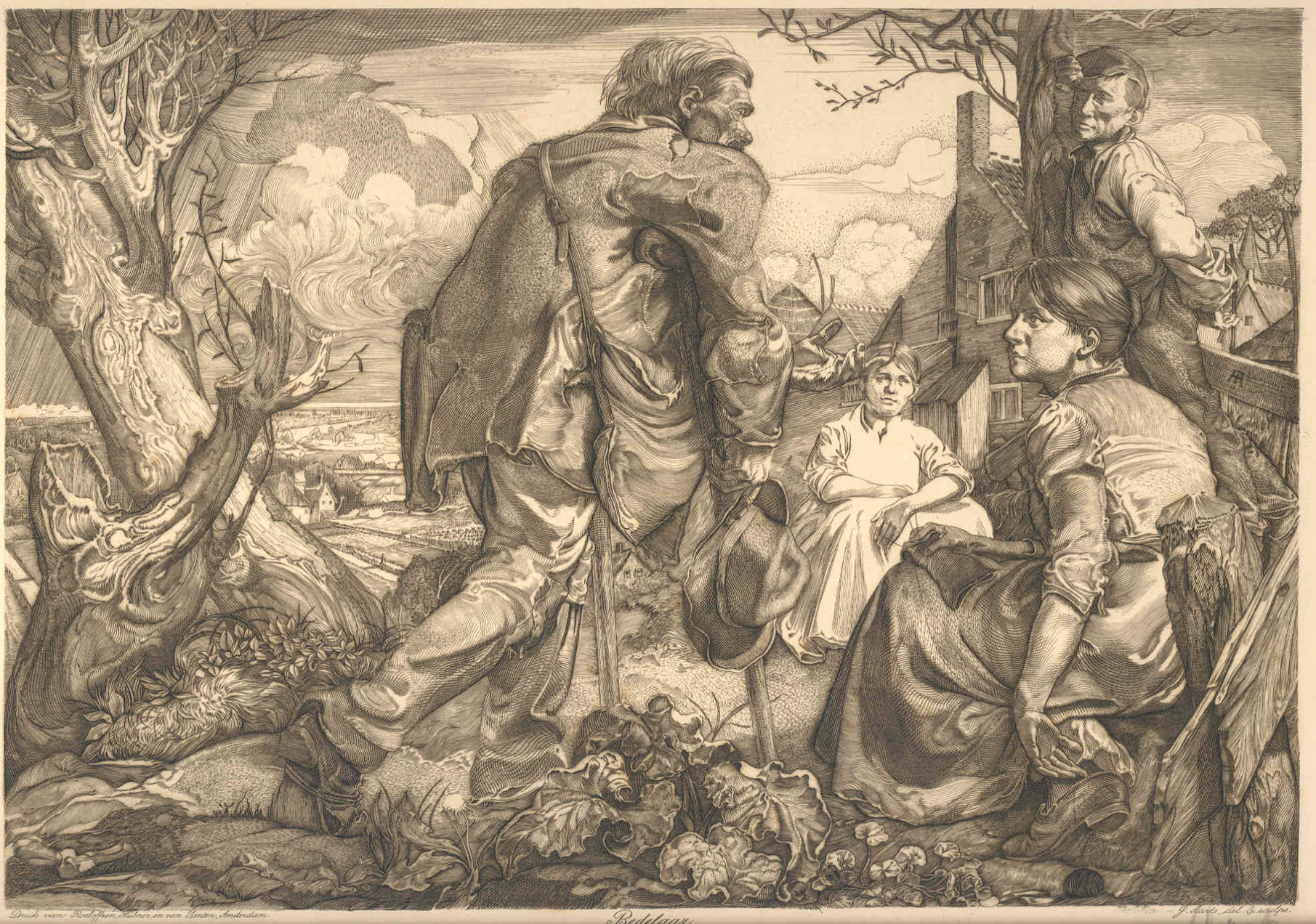
Žebrák s berlemi prosící o almužnu
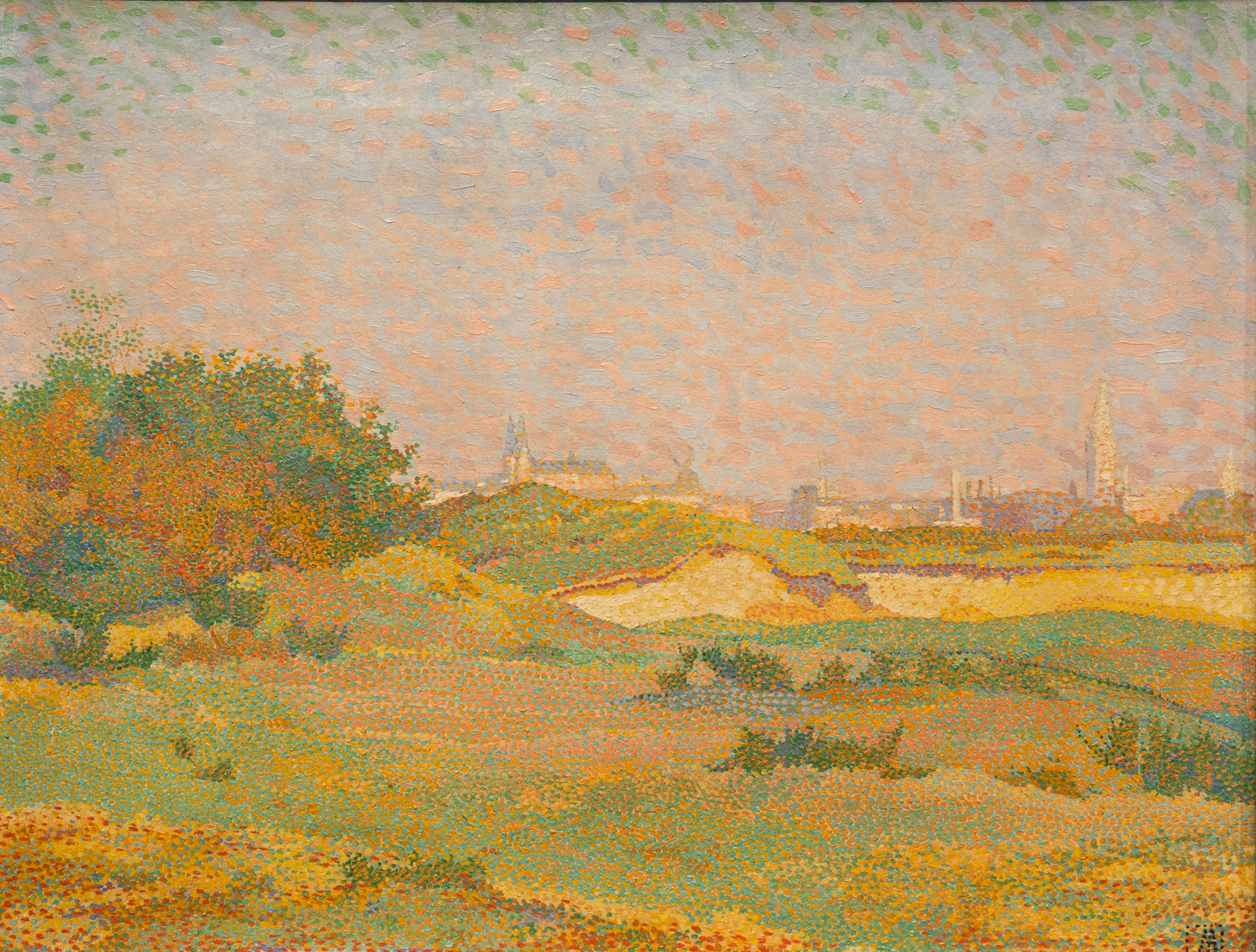
Dünenansicht, 1895 (Pohled na dunu)